# 磁場画像法
磁場画像法(じばがぞうほう、英語: Magnetic field imaging : MFI)とは高感度磁気センサーを使用して磁場の分布を可視化する手法。

## 概要
生体活動などで生じる微弱な磁場や岩石に残留する磁場を可視化するために超伝導量子干渉素子(SQUID)や光ポンピング磁力計やダイヤモンド窒素-空孔中心等が用いられる。
XYテーブルで磁気センサを走査したり、2次元にセンサを配置することにより、磁場の強度分布が画像化される。またコンピュータ断層撮影の画像復元アルゴリズムを適用することにより、透磁率の違いを基にした内部構造の可視化の試みもある。

## 特徴
- 機能的情報が得られる
- 無侵襲計測
- 局在推定が数mmの精度
- 電位による測定が困難な体内の深部からの信号が検出できる

## 用途
- 診断
- 岩石の残留磁場を基にした地磁気の変動の調査
- 試料の分析
- 内部構造の可視化
- 非破壊検査